# Arnett Gardens Football Club
Gli Arnett Gardens Football Club è una società calcistica giamaicana con sede nella città di Kingston. Milita nella National Premier League, la massima divisione del campionato giamaicano. La squadra gioca le partite casalinghe al Tony Spaulding Sports Complex.

## Storia
Il club, fondato nel 1977, ha vinto cinque campionati nazionali nel corso della sua storia: 1977-1978, 2000-2001, 2001-2002, 2014-2015 e 2016-2017.

## Palmarès

### Competizioni nazionali
- National Premier League: 5

1977-1978, 2000-2001, 2001-2002, 2014-2015, 2016-2017

### Competizioni internazionali
- CFU Club Shield: 1

2024

### Altri piazzamenti
- Campionato per club CFU:

Finalista: 2002, 2018
Semifinalista: 2003
Quarto posto: 2016

## Rosa 2017-2018
Aggiornata al 10 gennaio 2018.
| N. |                     | Ruolo | Calciatore       |
| -- | ------------------- | ----- | ---------------- |
| 4  | Giamaica (bandiera) | D     | Lamar Nelson     |
| 5  | Giamaica (bandiera) | C     | Renae Lloyd      |
| 8  | Giamaica (bandiera) | C     | Vishinuel Harris |
| 9  | Giamaica (bandiera) | C     | Marvin Morgan    |
| 11 | Giamaica (bandiera) | A     | Kemal Malcolm    |
| 13 | Giamaica (bandiera) | A     | Fabian Reid      |

| N. |                     | Ruolo | Calciatore          |
| -- | ------------------- | ----- | ------------------- |
| 20 | Giamaica (bandiera) | D     | O'Neil Thompson     |
| 25 | Giamaica (bandiera) | A     | Newton Sterling     |
| 40 | Giamaica (bandiera) | P     | Damion Hyatt        |
| 71 | Giamaica (bandiera) | C     | Rickardo Oldham     |
|    | Giamaica (bandiera) | C     | Marcelino Blackburn |
|    | Giamaica (bandiera) | A     | Leon Strickland     |